# Hans Jochem
Hans Jochem (* 4. Juli 1923 in Harburg; † 4. August 2017 in Ahrensburg) war ein deutscher Architekt, der überwiegend in Hamburg gewirkt hat.
Er arbeitete ab 1947 bei Rudolf Klophaus zuerst als Bauleiter, später als Bürochef. Zu seinen Projekten als Bauleiter zählten u. a. das  Operettenhaus und das Hotel Hotel Europäischer Hof (Hamburg) in Hamburg, sowie das Thalia-Theater in Wuppertal und der 1958 fertiggestellte City-Hof in Hamburg. 1958 gründete er sein eigenes Architekturbüro mit dem Architekt Peter Hauske (1903–1971) und einigen Klophaus-Mitarbeitern. 1984 musste er aus gesundheitlichen Gründen sein Büro auflösen. Im Juni 2014 übernahm das Hamburgische Architekturarchiv sämtliche Entwürfe von Hans Jochem und Peter Hauske. Seit Oktober 2014 engagierte sich Hans Jochem in einer privaten Initiative für den Erhalt der (2020 abgerissenen) City-Hof-Hochhäuser in Hamburg. Am 4. August 2017 starb er 94-jährig in Ahrensburg. Seine letzte Ruhestätte fand Jochem auf dem Friedhof Ohlsdorf. Die Grabstätte im Planquadrat BV 61 liegt zwischen Kapelle 11 und dem Prökelmoor.

## Bauten (Auswahl)

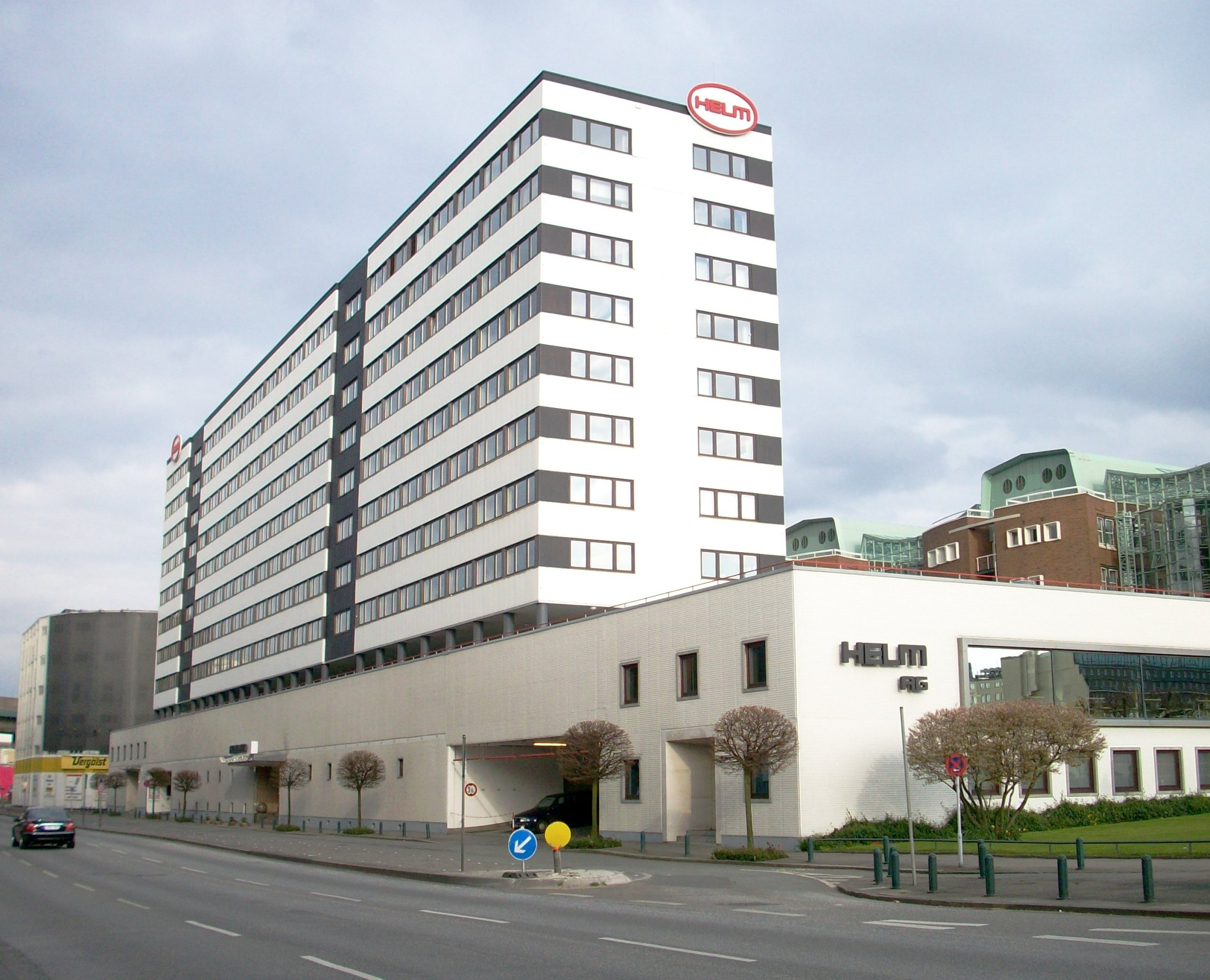
Firmensitz HELM AG in der Nordkanalstraße

- 1957: Wohn- und Geschäftshaus für Robert Sackmann (Ladenbau) in Hamburg-Eilbek, Wandsbeker Chaussee 95
- 1958–1959: 100 Einfamilienhäuser Neuer Achterkamp/Haberkamp in Großhansdorf
- 1958–1970: Wohnsiedlung Berner Park in Gemeinschaft mit Gert Pempelfort, Kaspar Wilhelmi, Peter Neve und Herbert Sprotte[6]
- 1959: Bürohaus „Drei-Engel-Haus“ für Richard Wessel (Holzimporteur) in Hamburg-Hammerbrook, Gotenstraße
- 1959: Ausstellungs-, Büro- und Werkstattgebäude für Opel Bleck in Hamburg-Winterhude, Barmbeker Straße
- 1960: Bürogebäude für Gebr. Scharfe Arzneimittelgroßhandel in Hamburg-Hammerbrook, Gotenstraße 21
- 1961–1964: 19 Einfamilienhäuser in Ahrensburg, Hasselmannsweg, Steinkamp[7]
- 1962: Büro- und Lagerhaus für Dr. Herbert Will, Igepa Papiergroßhandlung Michaelis & Co., in Reinbek, Gutenbergstraße
- 1963 und 1969: Büro- und Ausstellungsgebäude für Electro Oil in Reinbek, Dieselstraße
- 1963 und 1968: Büro- und Werkstattgebäude für Hans Lutz (Lutz-Aufzüge) in Reinbek, Gutenbergring
- 1964: Büro- und Lagerhaus für E. Merck AG in Hamburg-Langenhorn, Oehleckerring
- 1967: Büro- und Lagerhaus für E. Michaelis & Co. in Berlin, Nunsdorfer Ring 16
- 1966: Bürohochhaus „Wessel-Haus“, heute „Hanse-Haus“ für Richard Wessel, den Vater von Ulrich Wessel in Hamburg–Hammerbrook, Spaldingstraße 110
- 1969: Büro- und Lagerhaus für E. Michaelis & Co. in Bremen
- 1972: Bürohochhaus „Australia-Haus“ für Carl-Emil Wessel in Hamburg-Hammerbrook, Nordkanalstraße 28 (Hauptsitz der Helm AG)[8]
- 1972: Casino im Australia-Haus im Stil des Café Kranzler für Hermann Schnabel
- 1972: Büro- und Fabrikationsgebäude für Oranka in Reinbek, Gutenbergstraße 10
- 1973: Büro- und Lagerhaus für Windsor Castle Tea in Hamburg-Hammerbrook, Gotenstraße 21
- 1974: Büro- und Lagerhaus für Windsor Castle Tea in Hamburg-Osdorf, Brandstücken 16
- 1975: Büro- und Lagerhaus für den Arzneimittelgroßhandel Gebr. Scharfe in Hamburg–Osdorf, Brandstücken 18
- 1975: Landhaus für den Ingenieur Karl Daub in Hamburg-Hummelsbüttel, Josthöhe 1a
- 1976: Büro- und Lagerhaus für Heinrich Nickel, Importeur in Glinde, Wilhelm-Bergner-Straße 10
- 1978: Ausstellungs-, Büro- und Werkstattgebäude für Opel Bleck in Hamburg-Eppendorf, Osterfeldstraße 20
- 1979: Umbau Bartholomayhaus in Hamburg, Eingangsportal für Mobil Oil
- 1980: Büro- und Lagerhaus für Michaelis & Co. in Kiel, Wellseedamm

Sein letzter Entwurf war 1995 ein Grabstein für die Schauspielerin Ruth Niehaus in Anlehnung an den von Joseph Beuys gestalteten Familiengrabstein auf dem Friedhof in Meerbusch-Büderich.